# Aechmophorus occidentalis

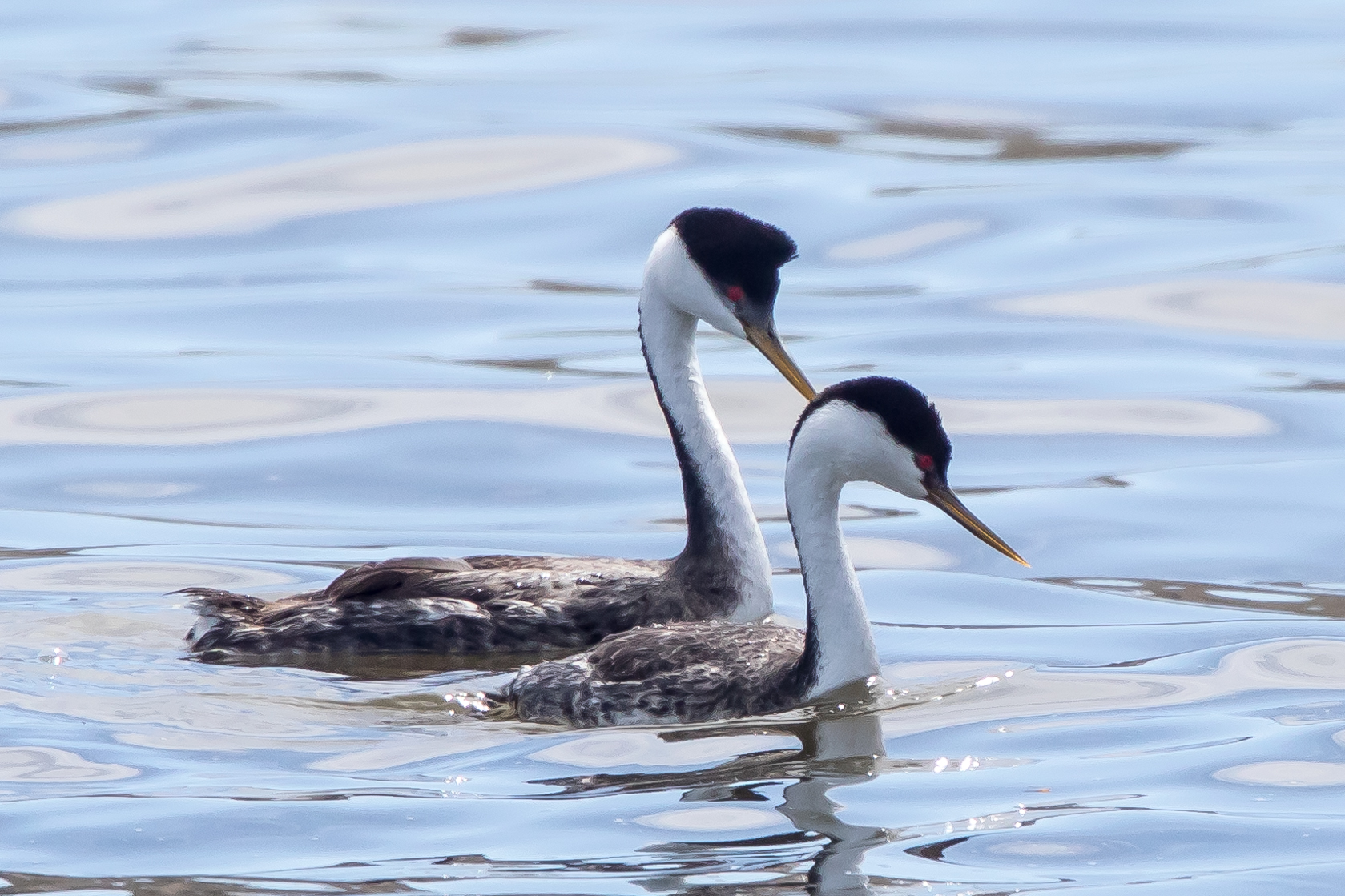
Aechmophorus occidentalis.

El achichilique occidental (Aechmophorus occidentalis) también conocido como achichilique común, achichilique pico amarillo o achichilique piquiamarillo, es una especie de ave miembro de la familia Podicipedidae. Habita los humedales y zonas pantanosas de Estados Unidos y México. Ave migradora, los ejemplares más sureños no emigran.